# 新前橋站

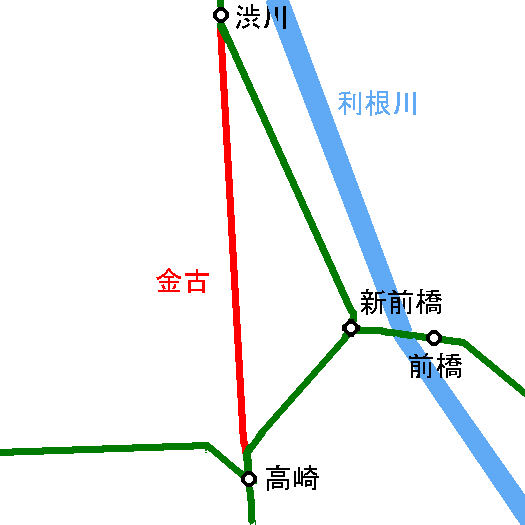
新前橋周邊的路線概略圖。紅色線是當初計劃走線。

新前橋站（日语：／ Shin-maebashi eki */?）是位於日本群馬縣前橋市古市町的東日本旅客鐵道（JR東日本）鐵路車站。

## 車站構造
島式月台2面4線的地面車站，設有跨站式站房。車站範圍內設有高崎車輛中心（舊 新前橋電車區）。

### 月台配置
| 月台 | 路線                             | 方向 | 目的地                                                            |
| ---- | -------------------------------- | ---- | ----------------------------------------------------------------- |
| 1、2 | ■上越線 （包括■吾妻線、■兩毛線） | 上行 | 高崎、熊谷、東京、池袋、新宿方向 （包括■湘南新宿線、■上野東京線） |
| 3    | ■兩毛線                          | 下行 | 前橋、伊勢崎、桐生、小山方向                                      |
| 4    | ■上越線                          | 下行 | 澀川、水上方向                                                    |
| 4    | ■吾妻線                          | 下行 | 中之條、長野原草津口方向                                          |

（來源：JR東日本:車站構內圖 （页面存档备份，存于））

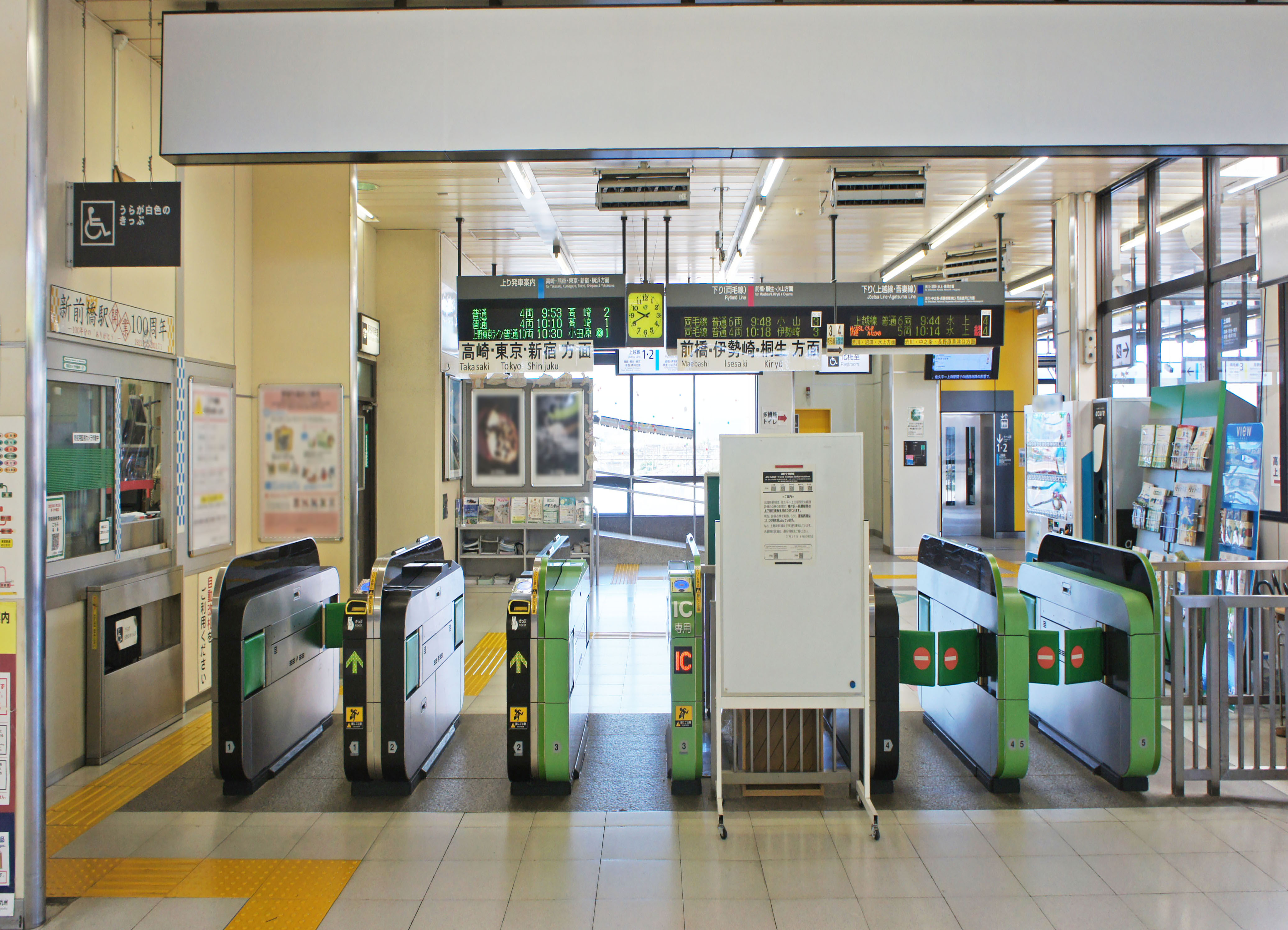
閘口（2021年7月）
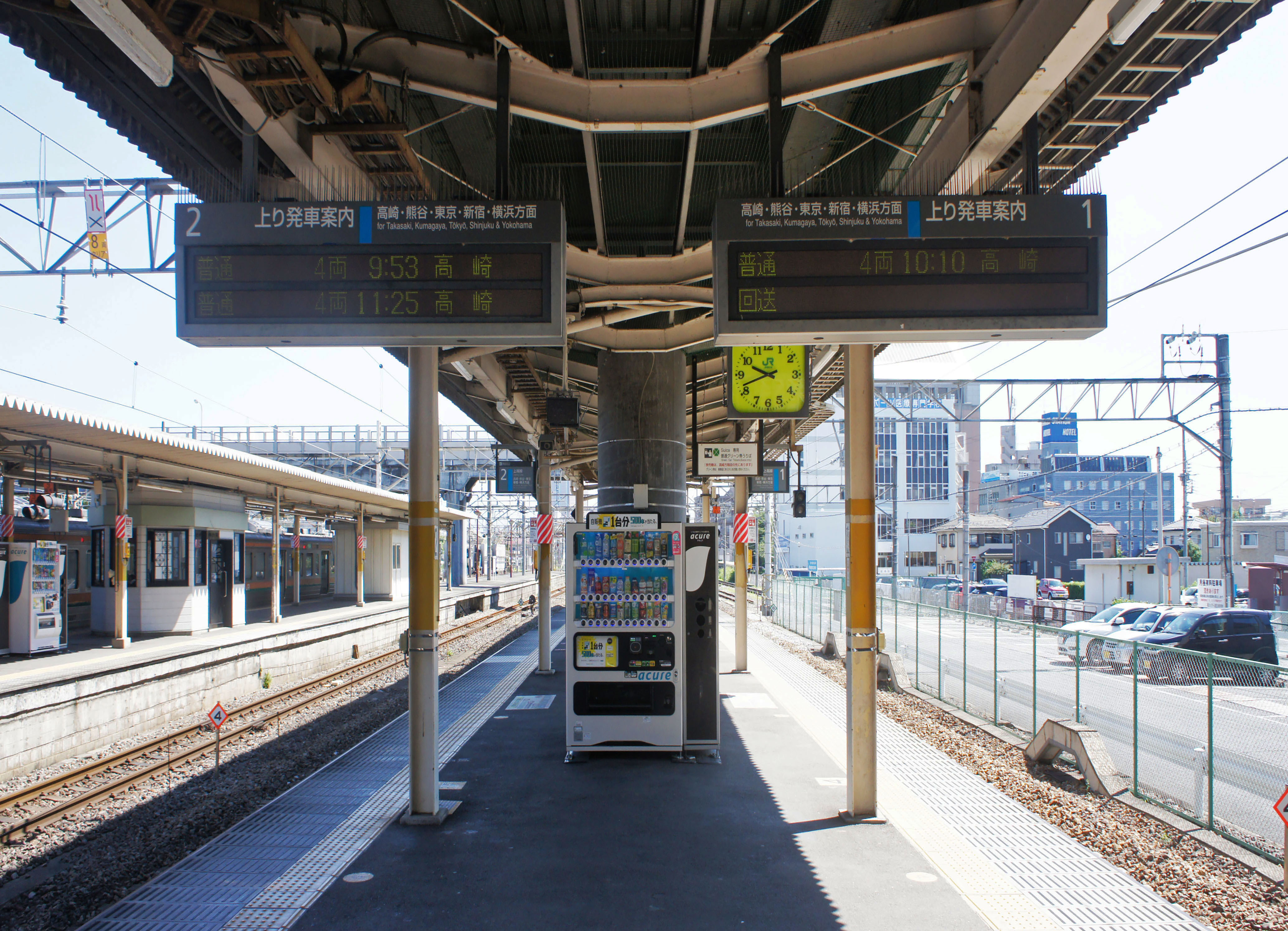
1、2號月台（2021年7月）
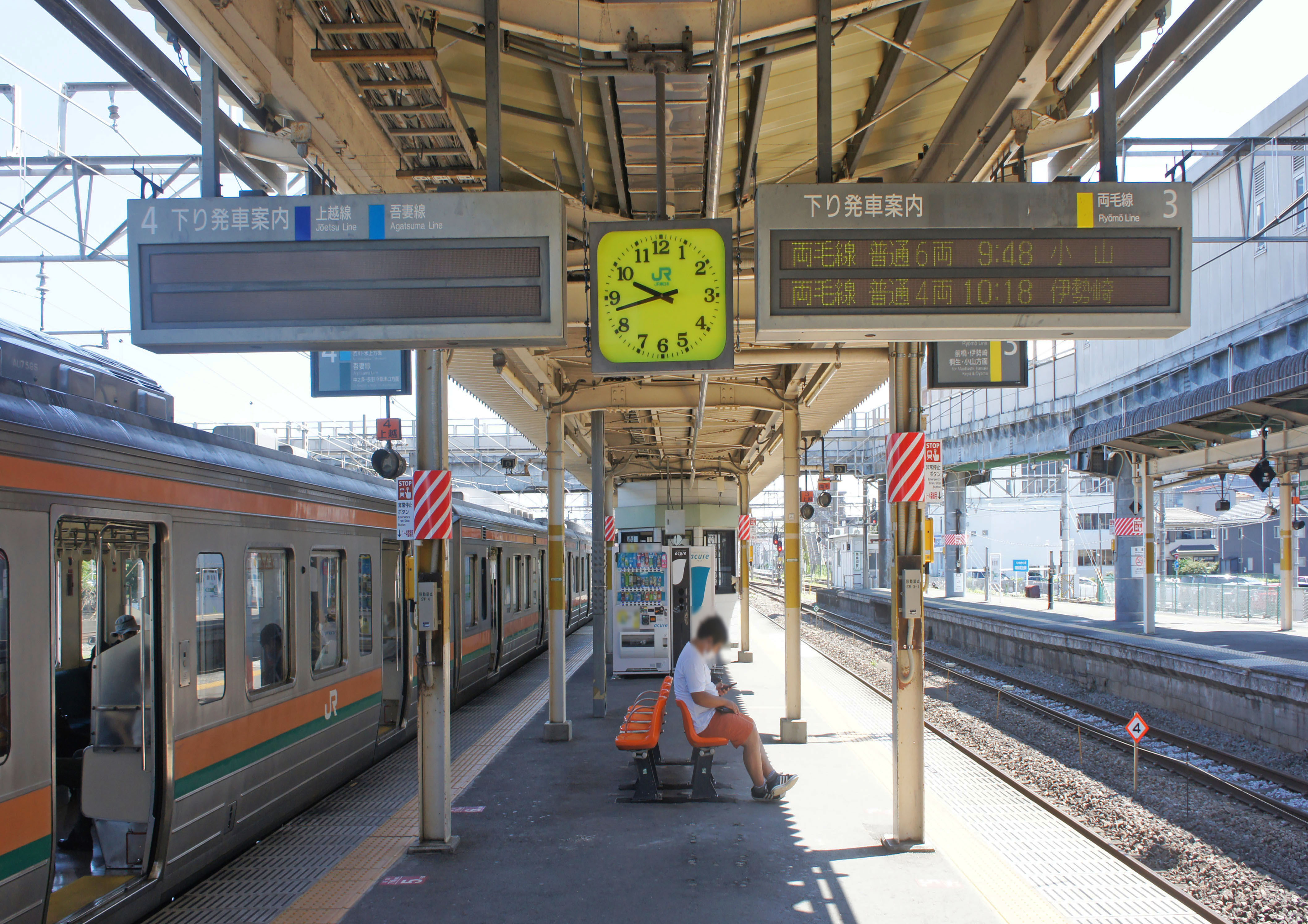
3、4號月台（2021年7月）

## 使用情況
根據JR東日本，2019年（令和元年）度的1日平均上車人次為6,160人。在群馬縣內的JR車站當中次於高崎、前橋站排行第3位。
近年的推移如下表。
| 上車人次推移       | 上車人次推移     | 上車人次推移    |
| 年度               | 1日平均 上車人次 | 來源            |
| ------------------ | ---------------- | --------------- |
| 2000年（平成12年） | 6,045            | [ 利用客数 2 ]  |
| 2001年（平成13年） | 6,036            | [ 利用客数 3 ]  |
| 2002年（平成14年） | 6,032            | [ 利用客数 4 ]  |
| 2003年（平成15年） | 5,940            | [ 利用客数 5 ]  |
| 2004年（平成16年） | 5,858            | [ 利用客数 6 ]  |
| 2005年（平成17年） | 5,788            | [ 利用客数 7 ]  |
| 2006年（平成18年） | 5,801            | [ 利用客数 8 ]  |
| 2007年（平成19年） | 5,797            | [ 利用客数 9 ]  |
| 2008年（平成20年） | 5,940            | [ 利用客数 10 ] |
| 2009年（平成21年） | 5,928            | [ 利用客数 11 ] |
| 2010年（平成22年） | 5,899            | [ 利用客数 12 ] |
| 2011年（平成23年） | 5,789            | [ 利用客数 13 ] |
| 2012年（平成24年） | 5,877            | [ 利用客数 14 ] |
| 2013年（平成25年） | 6,029            | [ 利用客数 15 ] |
| 2014年（平成26年） | 5,845            | [ 利用客数 16 ] |
| 2015年（平成27年） | 5,970            | [ 利用客数 17 ] |
| 2016年（平成28年） | 6,055            | [ 利用客数 18 ] |
| 2017年（平成29年） | 6,155            | [ 利用客数 19 ] |
| 2018年（平成30年） | 6,237            | [ 利用客数 20 ] |
| 2019年（令和元年） | 6,160            | [ 利用客数 21 ] |

## 車站周邊
- 群馬縣總合交通中心
- 國道17號
- 關越自動車道 前橋IC
- 群馬銀行本行
- NHK前橋放送局
- 上毛新聞本社
- 元總社團地
- LAWSON新前橋站前店
- 中央情報經理専門学校
- 瀧川公園
- 萩原朔太郎詩碑「新前橋驛」（新前橋站東口廣場内）
- 新前橋車輛段

## 历史
- 1921年（大正10年）7月1日 上越南線（現在的上越線）開業時，作為兩毛線車站而開業。
- 1987年（昭和62年）4月1日 國鐵分割民營化時，成為東日本旅客鐵道車站。

## 車站便當
- （高崎便當）
- （高崎便當）

## 相鄰車站
※特急「草津」及「赤城」的相鄰停車站參見各列車記事。
東日本旅客鐵道
■上越線、■吾妻線
井野－新前橋－群馬總社
■兩毛線
井野－新前橋－前橋

### 使用情況
1. ↑  . 東日本旅客鉄道.   [2019-07-05]. （原始内容存档于2020-05-14）.
2. ↑  . 東日本旅客鉄道.   [2019-03-23]. （原始内容存档于2019-03-28）.
3. ↑  . 東日本旅客鉄道.   [2019-03-23]. （原始内容存档于2019-03-28）.
4. ↑  . 東日本旅客鉄道.   [2019-03-23]. （原始内容存档于2019-03-28）.
5. ↑  . 東日本旅客鉄道.   [2019-03-23]. （原始内容存档于2019-03-28）.
6. ↑  . 東日本旅客鉄道.   [2019-03-23]. （原始内容存档于2019-03-28）.
7. ↑  . 東日本旅客鉄道.   [2019-03-23]. （原始内容存档于2019-03-28）.
8. ↑  . 東日本旅客鉄道.   [2019-03-23]. （原始内容存档于2019-03-28）.
9. ↑  . 東日本旅客鉄道.   [2019-03-23]. （原始内容存档于2019-03-28）.
10. ↑  . 東日本旅客鉄道.   [2019-03-23]. （原始内容存档于2019-03-28）.
11. ↑  . 東日本旅客鉄道.   [2019-03-23]. （原始内容存档于2019-03-28）.
12. ↑  . 東日本旅客鉄道.   [2019-03-23]. （原始内容存档于2019-03-28）.
13. ↑  . 東日本旅客鉄道.   [2019-03-23]. （原始内容存档于2019-03-28）.
14. ↑  . 東日本旅客鉄道.   [2019-03-23]. （原始内容存档于2019-03-28）.
15. ↑  . 東日本旅客鉄道.   [2019-03-23]. （原始内容存档于2019-03-28）.
16. ↑  . 東日本旅客鉄道.   [2019-03-23]. （原始内容存档于2019-03-28）.
17. ↑  . 東日本旅客鉄道.   [2019-03-23]. （原始内容存档于2019-03-23）.
18. ↑  . 東日本旅客鉄道.   [2019-03-23]. （原始内容存档于2019-03-28）.
19. ↑  . 東日本旅客鉄道.   [2019-07-05]. （原始内容存档于2020-05-25）.
20. ↑  . 東日本旅客鉄道.   [2019-07-05]. （原始内容存档于2020-05-14）.
21. ↑  . 東日本旅客鉄道.   [2020-07-12]. （原始内容存档于2020-07-10）.

## 外部連結
- 車站資訊（新前橋）：東日本旅客鐵道